# برف روی شیروانی داغ
برف روی شیروانی داغ فیلمی به کارگردانی و نویسندگی محمدهادی کریمی و تهیه‌کنندگی علی لدنی محصول سال ۱۳۸۹ ایران است.

## خلاصه فیلم
فیلم دربارهٔ فردی مشهور است که با مرگش اثری رازآلود از او به جای می‌ماند که پرسش‌هایی را در ذهن نزدیکان او رقم می‌زند. تنها راه رسیدن به آرامش قبلی رمزگشایی از این موضوع است.

## بازیگران
| بازیگر          | نقش    |
| --------------- | ------ |
| شهاب حسینی      | بهمن   |
| آناهیتا نعمتی   | سپیده  |
| کوروش تهامی     | کامیار |
| امیرحسین آرمان  | ماهان  |
| خاطره اسدی      | پریچهر |
| هنگامه قاضیانی  | مژده   |
| فرخ نعمتی       | حمید   |
| حسین رحمانی منش |        |

## جشنواره‌ها
فیلم برف روی شیروانی داغ در بیست و نهمین دوره جشنواره فیلم فجر در سه بخش بهترین بازیگر مرد (فرخ نعمتی)، نقش دوم زن (آناهیتا نعمتی) و بهترین تدوین (حسین غضنفری) کاندیدا مسابقات بوده‌است.
| سال  | مراسم                         | جایزه             | نامزد         | نتیجه    |
| ---- | ----------------------------- | ----------------- | ------------- | -------- |
| ۱۳۸۹ | بیست و نهمین جشنواره فیلم فجر | بهترین بازیگر مرد | فرخ نعمتی     | نامزدشده |
| ۱۳۸۹ | بیست و نهمین جشنواره فیلم فجر | نقش دوم زن        | آناهیتا نعمتی | نامزدشده |
| ۱۳۸۹ | بیست و نهمین جشنواره فیلم فجر | بهترین تدوین      | حسین غضنفری   | نامزدشده |